# Adriana Moisés Pinto
Adriana Moisés Pinto —coneguda com a Adrianinha— (Franca, 6 de desembre de 1978) és una jugadora brasilera de bàsquet que ocupa la posició de base.
Va ser part de la Selecció femenina de bàsquet de Brasil amb la qual va aconseguir la medalla de bronze en els Jocs Olímpics de Sidney 2000. En l'àmbit no olímpic, al costat del seleccionat brasiler va guanyar la medalla de bronze en els Jocs Panamericans de 2003 realitzats a Santo Domingo i en els Jocs Panamericans de 2007 a Rio de Janeiro; a més, va ser campiona del Campionat Sud-americà de Bàsquet adult realitzat de Brasil en 1999, Perú en 2001, Equador en 2003 i Xile en 2010.
A nivell internacional, ha defensat la samarreta dels Phoenix Mercury pertanyent a la Women's National Basketball Association (WNBA), i el HS Penta Faenza, entre d'altres.